# سوق حرة
السوق الحرة(بالإنجليزية: Duty-free shop)‏، و(بالفرنسية: Boutique hors taxes)‏.

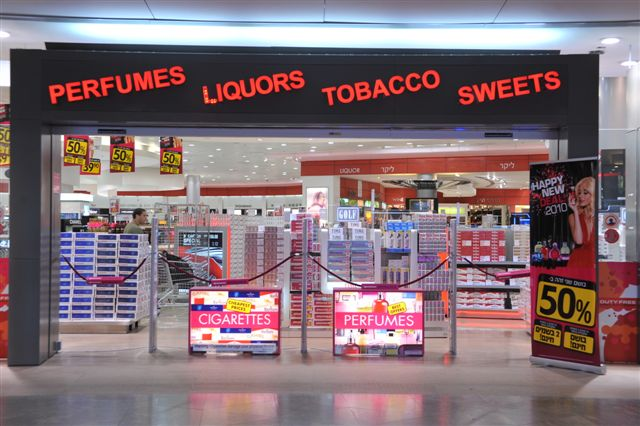

هي محالّ الأسواق الحرة (أو المخازن) ومنافذ البيع بالتجزئة التي لا تطبق الضرائب المحلية والرسوم. ويعتبر البعض أن التسمية سوق حرة من الرسوم هو جزء من تسمية خاطئة لأنه قد لا يزال على المتسوقين دفع الرسوم في بلادهم بشأن السلع التي تم شراؤها من هذه المتاجر.
غالبا ما تتواجد هذه المتاجر في المطارات الدولية والموانئ البحرية أو على متن سفن الركاب. ولكن تكون عادة غير متوفرة للمسافرين على الطرق أو القطارات.
بعض محالّ السوق الحرة تعمل في المناطق التجارية المركزية بعيدا عن المطارات أو المنافذ الأخرى. ففي اليابان، على سبيل المثال، يمكن للزائر شراء سلع معفاة بشرط ابراز جواز سفره الذي يشير إلى أنه كان في البلاد لأقل من ستة أشهر.

## تاريخ
أول متجر للسوق الحرة افتُتح في 1946 في مطار شانون بأيرلندا. ولا يزال يعمل إلى الوقت الحاضر. وكان نجاحه فوريًّا، عندما بدأ بالسماح للركاب عابري الأطلسي بشراء سلع معفاة من الرسوم.

ثم انتشرت هذه المتاجر في هونغ كونغ وأوروبا وأمريكا وأماكن أخرى حول العالم.

## التسوق بدون رسوم جمركية بعيدا عن الموانئ
تعمل بعض المتاجر المعفاة من الرسوم الجمركية في مناطق الأعمال المركزية بعيدًا عن المطارات أو الموانئ الأخرى. في اليابان، على سبيل المثال، يمكن لأي زائر يشير جواز سفره إلى أنه كان في الدولة لمدة تقل عن ستة أشهر شراء عناصر دون دفع ضريبة الاستهلاك، طالما أن إجمالي قيمة الشراء يتجاوز 5000 ين وأن هذه العناصر لن يتم استهلاكها في اليابان. المتاجر المعفاة من الرسوم الجمركية هي الدعامة الأساسية في منطقة أكيهابارا للتسوق الإلكتروني في طوكيو.
في تايلاند، تمتلك سلسلة King Power متاجر حيث يتم شراء السلع المعفاة من الرسوم الجمركية مسبقًا وتسليمها بشكل منفصل إلى المطار ليتم استلامها عند المغادرة. بالنسبة لبعض المشتريات الأخرى، يمكن المطالبة باسترداد ضريبة القيمة المضافة في المطار عند المغادرة.
في الفلبين، يوجد مركز تسوق واحد يسمى Duty Free Philippines Fiestamall، والذي يقع على بعد أميال قليلة من مطار Ninoy Aquino الدولي بدلاً من المطار نفسه. إنه مركز التسوق الوحيد من نوعه في العالم. البضاعة التي تباع في هذا المركز التجاري في كثير من الأحيان يتم استيراد المنتجات التي تأتي من جميع أنحاء العالم (وخاصة من الولايات المتحدة الأمريكية، آسيا و أستراليا) ولا توجد في أي مولات تجارية أخرى في الدولة باستثناء المولات المعفاة من الرسوم الجمركية. غالبًا ما يقوم السائحون والزوار والمواطنون العائدون من الفلبين بزيارة هذا المركز التجاري بعد وقت قصير من وصولهم (حيث يُسمح فقط للركاب القادمين ومرافقيهم بالدخول). من أجل الدخول، يلزم تقديم جواز سفر وتسجيله في كاونتر تسجيل العملاء عند مدخل المركز التجاري. ثم يتم إصدار بطاقة تسوق للعميل؛ يجب تقديم بطاقات التسوق هذه إلى أمين الصندوق للتحقق من صحة المشتريات. يحصل العملاء القادمون على إعفاء معفى من الضرائب على المشتريات وأي شيء يزيد عن ذلك سيخضع للضرائب المحلية والوطنية. في الماضي، ومول تستخدم لتقبل سوى دولار و البيزو الفلبينيولكن في السنوات الأخيرة، أنها بدأت بقبول عملات أخرى مثل الين الياباني، الدولار بروناي، الدولار الأسترالي، الجنيه الاسترليني، الدولار الكندي، اليورو، الفرنك السويسري، الريال السعودي، الدينار البحريني، والبات التايلندي. تتوفر أيضًا أكشاك صرف العملات داخل المركز التجاري إذا رغب العميل في تحويل العملات إلى البيزو الفلبيني أو الدولار الأمريكي. يمكن أيضًا استخدام بطاقات الائتمان لشراء البضائع.
في أستراليا، اختفت المتاجر المعفاة من الرسوم الجمركية، التي كانت شائعة في السابق، تقريبًا منذ إدخال ضريبة السلع والخدمات في عام 2000. يدير بائع التجزئة جيمس ريتشاردسون العديد من المتاجر المعفاة من الرسوم الجمركية في المدن الكبرى، ولكن معظم المتاجر المعفاة من الرسوم الجمركية تقع الآن داخل الأسواق الدولية المطارات. يُسمح للمقيمين والسائحين بشراء أي سلعة مادية تقريبًا في غضون 60 يومًا من المغادرة، والتي يجب أخذها في رحلة الذهاب، والمطالبة بمكوِّن ضريبة السلع والخدمات مرة أخرى من خلال مخطط استرداد السائح عند المرور عبر الجمارك. أصبح المستهلكون الآن أحرارًا في استخدام أغراضهم بالكامل قبل المغادرة. هذا على عكس ما قبل عام 2000، حيث كان يجب تعبئة جميع المشتريات من قبل المتجر المعفي من الرسوم الجمركية في كيس بلاستيكي محكم الغلق، ولا يمكن فتحه إلا من قبل موظفي الجمارك قبل المغادرة مباشرة.

### معفاة من الرسوم الجمركية خارج موانئ لاتحاد الأوروبي
يحق لأي مسافر يعيش في بلد خارج منطقة ضريبة القيمة المضافة في الاتحاد الأوروبي التسوق بدون ضرائب في المتاجر المشاركة في الاتحاد الأوروبي. يختلف التسوق المعفى من الضرائب عن التسوق المعفى من الرسوم الجمركية حيث يدفع المسافر ضريبة القيمة المضافة على البضائع في المتجر بالطريقة المعتادة، ويمكنه بعد ذلك طلب استرداد الأموال عند تصدير البضائع. هناك عدد من المشغلين المعفيين من الضرائب الذين يمكنهم دعم كل من المتاجر والمسافر من خلال هذه العملية. للتأهل، يجب على المسافر:
- لديك إقامة في دولة خارج الاتحاد الأوروبي
- لديك حد أقصى للإقامة ستة أشهر داخل الاتحاد الأوروبي
- إجراء عمليات شراء قبل التصدير بما لا يزيد عن ثلاثة أشهر
- الحصول على استمارة من المتجر حيث يقوم بالشراء (حسب المشغل المعفى من الضرائب)
- تقديم النموذج، وفي بعض الحالات البضائع، إلى موظف الجمارك أو آلة DIVA عند مغادرة الاتحاد الأوروبي، حيث سيتم ختمها

السلع المخصصة للاستخدام الشخصي فقط هي المؤهلة لاسترداد الأموال. يمكن بعد ذلك إعادة النماذج والإيصالات المختومة إلى تجار التجزئة أو وكلائهم لاسترداد الأموال.
في معظم الحالات، يتم تطبيق حد أدنى للشراء لاستخدام نظام التسوق المعفى من الضرائب. يعتمد المبلغ الفعلي لضريبة القيمة المضافة القابلة للاسترداد على معدل ضريبة القيمة المضافة المطبق في بلد معين على البضائع المشتراة، وقد يخضع لخصم الرسوم الإدارية.

## اعتبارات أمنية
يجب على المسافرين على طرق المسافات الطويلة مع محطة ترانزيت واحدة على الأقل بين مطار المغادرة ومطار الوجهة توخي الحذر عند شراء المشروبات الكحولية أو العطور المعفاة من الرسوم الجمركية في آخر ميناء عبور، وإلا فقد يصادرها الأمن عند ركوبهم في ميناء الترانزيت، حيث سيتجاوز الحد الحالي للسوائل في حقائب اليد. لا ينطبق هذا على الركاب الذين ينتقلون داخل الاتحاد الأوروبي وسنغافورة في نفس اليوم، طالما أن المادة السائلة مغلقة في كيس أمان بلاستيكي مع الإيصال الظاهر في الحقيبة. الوصول إلى الأسواق الحرة أصبحت أكثر شيوعًا الآن. يوجد في معظم أمريكا الجنوبية والوسطى ومنطقة البحر الكاريبي مثل هذه المتاجر، كما هو الحال في جنوب شرق آسيا وأوقيانوسيا. تتطلع سويسرا وكندا إلى تقديمها في عام 2010. وتزيل طريقة البيع بالتجزئة هذه أي مشاكل أمنية تتعلق بعبور السوائل، حيث لا يتم نقلها على متن الطائرات.
لا تسمح العديد من شركات الطيران ببيع بعض الأشياء الحادة أثناء الطيران بسبب المخاطر الأمنية. الأشياء الأخرى التي تحتوي على أجزاء حادة، مثل نماذج الطائرات، يمكن شراؤها على متن الطائرة ولكن يتم استلامها في عنوان منزل الركاب للسبب نفسه.

### جواز السفر / جوازات السفر
قد يُطلب إثبات السفر عند نقطة الخروج لمنع موظفي المطار من إجراء عمليات شراء شخصية.